# Wye Valley (communauté)
Pour la région naturelle, voir Vallée de la Wye.
Wye Valley (en anglais) ou Dyffryn Gwy (en gallois) est une communauté du Monmouthshire, au pays de Galles.

## Géographie
La communauté de Wye Valley est située dans l'est du Monmouthshire, à quelques kilomètres au sud de la ville de Monmouth. Comme son nom l'indique, elle s'étend dans la vallée de la Wye, dans une zone où la Wye marque la frontière entre l'Angleterre et le pays de Galles. Elle comprend les villages de Tintern et Llandogo.

## Histoire
La communauté de Wye Valley porte le nom de Tintern jusqu'en 2022. Elle change de nom en application du Monmouthshire (Communities) Order 2021.

## Démographie
Au recensement de 2011, la communauté de Tintern comptait 853 habitants.